# Važec
Važec (till 1927 slovakiska Vážec, tyska Waagsdorf/Weißwaag, ungerska Vázsec, till 1895 Vazsec) är en stad i regionen Žilina i norra Slovakien. Važec, som för första gången nämns i ett dokument från 1280, hade 2 351 invånare år 2013. 